# Elaidius biplagiatus
Elaidius biplagiatus là một loài bọ cánh cứng trong họ Cerambycidae.